# The Vindictives
The Vindictives — панк-рок группа из Чикаго, основанная в 1990 году Джои Виндиктивом.

## История группы
The Vindictives начали свою карьеру в 1990 году, записав первый сингл, участниками записи стали Джои Виндиктив (вокал); Джон Стокфиш (басс-гитара); Бен Визл (гитара)(заменен на Билли Бластоффа); Роберт Нильсон (гитара); Эрик Элсвер (барабаны). До июля 1996 года группа выпускает 12 мини- и студийных альбомов, после чего временно распадается из-за проблем со здоровьем у Джои Виндиктива.
Гитарист Роберт Нильсон умер от передозировки героина 22 февраля 2003 года, после его смерти The Vindictives выпускают 2 перезаписанных трека.
В 2004 году Билли Бластофф покинул The Vindictives и присоединился к другой чикагской группе Lucky Savage.
4 декабря 2012 года, после 13-летнего перерыва, The Vindictives выпускают мини-альбом под названием «Mono Flexi».

## Участники группы
- Джои Виндиктив (Джои Виолино) — вокал (1990—1996, 1999-настоящее время)
- Джонни Персоналити (Джон Стокфиш) — басс-гитара (1990—1996, 1999-настоящее время)
- Dr. Bob (Роберт Нильсон) — гитара (1990—1996)
- Билли Бластофф (Билл Салливан) — гитара (1992—1996, 1999—2004)
- P.J. Parti (Пэт Бакли) — барабаны (1991—1996)
- Бен Визл (Бен Фостер) — гитара (1990—1992)
- Эрик Элсвер — барабаны (1990—1991)
- Эйнджел Габриель Лидезма — барабаны (1999)
- Майк Бирн — гитара (1994—1996)

## Дискография

### Мини-альбомы
- The Vindictives 7", V.M.L. Records, 1991
- The Invisible Man, V.M.L. Records, 1991
- Ugly American 7", V.M.L. Records, 1992
- Assembly Line 7", V.M.L. Records, 1992
- This Is My Face 7", V.M.L. Records, 1993
- Disturbia 7", V.M.L. Records, 1993
- Rocks In My Head 7", V.M.L. Records, 1994
- Seventeen b/w No Feelings 5", Selfless Records/V.M.L. Records, 1994
- Johnny Where Are You? b/w Eating Me Alive Picture Disk 7", Lookout! Records/V.M.L. Records, 1995
- Alarm Clocks b/w Left For Dead 7", Lookout/V.M.L. Records, 1995
- Pervert At Large b/w Sloppy Seconds Split 7", V.M.L. Records, 1997
- Nuttin' for Christmas b/w Jingle Bells 7", Stardumb Records, 2002
- Mono-Flexi EP 7", Sexy Baby Records, 2012
- Jerk-O-Lantern EP, 2013

### Студийные альбомы
- Partytime for Assholes 10" — Double 10" LP, Selfless Records, 1996 Reissue: Liberation Records 1994
- Leave Home LP, Selfless Records, 1994
- Hypno-Punko LP, Coldfront/V.M.L. Records, 1999
- Muzak for Robots, TEAT, 2003 (инструментальный альбом)
- Unplugged, TEAT, 2003 (акустические версии старых песен)

### Сборники
- The Many Moods Of The Vindictives Double LP, Lookout/V.M.L. Records, 1995 Reissue: Liberation Records 1995
- Curious Oddities and the Bare Essentials, TEAT, 2003
- Original Masters (1990—1992), TEAT, 2003